# Myleus
Myleus è un genere di 15 pesci d'acqua dolce appartenente alla famiglia Characidae, sottofamiglia Serrasalminae.

## Distribuzione e habitat
I pesci del genere Myleus sono diffusi in Sudamerica, nei bacini del Rio delle Amazzoni, dei fiumi Paraguay e Rio Paraná, Orinoco, Xingu, São Francisco, Tocantins, Essequibo, Marowijne e Rio Negro.

## Descrizione
Queste specie presentano un corpo dal profilo discoidale, con testa grossa e muso arrotondato, piuttosto compressi ai fianchi, ma dall'aspetto robusto. Le pinne, carnose, sono ampie, con pinna dorsale e anale opposte, simmetriche e arretrate, dal vertice allungato. La pinna caudale è a delta molto ampio (in alcune specie di 180°).

## Pesca
Molte specie del genere sono pescate per l'alimentazione umana.

## Specie
- Myleus altipinnis
- Myleus arnoldi
- Myleus asterias
- Myleus knerii
- Myleus latus
- Myleus levis
- Myleus lobatus
- Myleus micans
- Myleus pacu
- Myleus rhomboidalis
- Myleus schomburgkii
- Myleus setiger
- Myleus ternetzi
- Myleus tiete
- Myleus torquatus